# تیم ملی فوتبال تبت
تیم ملی فوتبال تبت (انگلیسی: Tibet national football team) یک تیم فوتبال بین‌المللی است که به نمایندگی از منطقهٔ خودگردان تبت به میدان می‌رود. این تیم زیر نظر فدراسیون فوتبال تبت فعالیت می‌کند.
این تیم ملی توسط فیفا و کنفدراسیون فوتبال آسیا به رسمیت شناخته نمی‌شود و در مسابقات رسمی حق شرکت کردن ندارد.
تیم ملی تبت در سال ۲۰۰۱ توسط برخی از بومیان تبت تأسیس شد و در تلاش است تا رسمیت یابد.